# Плело (Верчели)
Плело је насеље у Италији у округу Верчели, региону Пијемонт.
Према процени из 2011. у насељу је живело 254 становника. Насеље се налази на надморској висини од 399 м.